# Wereldkampioenschappen badminton junioren 2014
De 16e editie van de Wereldkampioenschappen badminton junioren werden in 2014 georganiseerd door de Maleisische stad Alor Setar.

## Individuele wedstrijd

### Medaillewinnaars
| Onderdeel      | 1e plaats                                 | 2e plaats                                     | 3e plaats                                        |
| -------------- | ----------------------------------------- | --------------------------------------------- | ------------------------------------------------ |
| Jongens enkel  | Lin Guipu                                 | Shi Yuqi                                      | Anthony Ginting                                  |
| Jongens enkel  | Lin Guipu                                 | Shi Yuqi                                      | Zhao Junpeng                                     |
| Meisjes enkel  | Akane Yamaguchi                           | He Bingjiao                                   | Aya Ohori                                        |
| Meisjes enkel  | Akane Yamaguchi                           | He Bingjiao                                   | Qin Jinjing                                      |
| Jongens dubbel | Kittinupong Ketlen Dechapol Puavaranukroh | Masahide Nakata Katsuki Tamate                | Muhammad Rian Ardianto Clinton Hendrik Kudamassa |
| Jongens dubbel | Kittinupong Ketlen Dechapol Puavaranukroh | Masahide Nakata Katsuki Tamate                | Kim Jae-hwan Kim Jung-ho                         |
| Meisjes dubbel | Chen Qingchen Jia Yifan                   | Rosyita Eka Putri Sari Apriani Rahayu         | Du Yue Li Yinhui                                 |
| Meisjes dubbel | Chen Qingchen Jia Yifan                   | Rosyita Eka Putri Sari Apriani Rahayu         | Jiang Binbin Tang Pingyang                       |
| Gemengd dubbel | Huang Kaixiang Chen Qingchen              | Muhammad Rian Ardianto Rosyita Eka Putri Sari | Park Kyung-hoon Park Keun-hye                    |
| Gemengd dubbel | Huang Kaixiang Chen Qingchen              | Muhammad Rian Ardianto Rosyita Eka Putri Sari | Yuta Watanabe Arisa Higashino                    |

## Team wedstrijd
| Einduitslag: |                |     |            |     |                  |     |             |
| Nr.          | Land           | Nr. | Land       | Nr. | Land             | Nr. | Land        |
| Goud         | China          | 9.  | Denemarken | 17. | Engeland         | 25. | Sri Lanka   |
| Zilver       | Indonesië      | 10. | Singapore  | 18. | Nederland        | 26. | Slovenië    |
| Brons        | Thailand       | 11. | Duitsland  | 19. | Canada           | 27. | Egypte      |
| Brons        | Japan          | 12. | Vietnam    | 20. | Verenigde Staten | 28. | Zuid-Afrika |
| 5.           | Zuid-Korea     | 13. | India      | 21. | Frankrijk        | 29. | Tsjechië    |
| 6.           | Maleisië       | 14. | Rusland    | 22. | Bulgarije        | 30. | Oezbekistan |
| 7.           | Chinees Taipei | 15. | Filipijnen | 23. | Australië        | 31. | Armenië     |
| 8.           | Hong Kong      | 16. | Spanje     | 24. | Botswana         | 32. | Mongolië    |

## Medailleklassement
|   | Land       | Goud | Zilver | Brons | Totaal |
| - | ---------- | ---- | ------ | ----- | ------ |
| 1 | China      | 4    | 2      | 4     | 10     |
| 2 | Japan      | 1    | 1      | 3     | 5      |
| 3 | Thailand   | 1    | 0      | 1     | 2      |
| 4 | Indonesië  | 0    | 3      | 2     | 5      |
| 5 | Zuid-Korea | 0    | 0      | 2     | 2      |

Jakarta 1992 · 
Kuala Lumpur 1994 · 
Silkeborg 1996 · 
Melbourne 1998 · 
Guangzhou 2000 · 
Pretoria 2002 · 
Vancouver 2004 · 
Incheon 2006 · 
Auckland 2007 · 
Poona 2008 · 
Alor Setar 2009 · 
Guadalajara 2010 · 
Taipei 2011 · 
Chiba 2012 ·
Bangkok 2013 ·
Alor Setar 2014 ·
Lima 2015